# Типункова
Типункова — река в России, протекает в Кольском районе Мурманской области. Впадает в Кильдинский пролив Баренцева моря. Длина реки составляет 16 км, площадь водосборного бассейна 187 км². Крупнейший приток - река Типановка (левый).

## Данные водного реестра
По данным государственного водного реестра России относится к Баренцево-Беломорскому бассейновому округу, водохозяйственный участок реки — реки бассейна Баренцева моря от восточной границы реки Печенга до западной границы бассейна реки Воронья, без рек Тулома и Кола, речной подбассейн реки — подбассейн отсутствует. Речной бассейн реки — бассейны рек Кольского полуострова, впадает в Баренцево море.
По данным геоинформационной системы водохозяйственного районирования территории РФ, подготовленной Федеральным агентством водных ресурсов:
- Код водного объекта в государственном водном реестре — 02010000612101000003159
- Код по гидрологической изученности (ГИ) — 101000315
- Код бассейна — 02.01.00.006
- Номер тома по ГИ — 01
- Выпуск по ГИ — 0